# Wheels of Steel
Wheels Of Steel (ang. Stalowe koła) – drugi album studyjny brytyjskiej heavymetalowej grupy Saxon.

## Lista utworów
1. „Motorcycle Man” – 3:56
2. „Stand Up And Be Counted” – 3:09
3. „747 (Strangers In The Night)” – 4:58
4. „Wheels Of Steel” – 5:58
5. „Freeway Mad” – 2:41
6. „See The Light Shining” – 4:55
7. „Street Fighting Gang” – 3:12
8. „Suzie Hold On” – 4:34
9. „Machine Gun” – 5:23

### Pierwsza reedycja
Pierwsza reedycja - 1997, zrealizowana jako dwupłytowe wydawnictwo wraz z Strong Arm of the Law; zawiera utwory bonusowe:
1. „Judgement Day” (wersja koncertowa)
2. „Wheels of Steel” (singel)
3. „See the Light Shining” (wersja koncertowa)
4. „Wheels of Steel” (wersja koncertowa)
5. „747 (Strangers in the Night)” (wersja koncertowa)
6. „Stallions of the Highway” (wersja koncertowa)

### Druga reedycja
Druga reedycja - 2009, wydana przez EMI; zawiera utwory bonusowe:
1. „Suzie Hold On” (demo) – 5:26
2. „Wheels of Steel” (demo) – 6:31
3. „Stallions of the Highway” (wersja koncertowa, strona B singla 747 (Strangers in the Night)) – 3:35
4. „Motorcycle Man” – 3:37
5. „Freeway Mad” – 2:24
6. „Wheels of Steel” – 5:26
7. „747 (Strangers in the Night)” – 4:47
8. „Machine Gun” – 6:16

Utwory 13-17 zostały nagrane podczas festiwalu Monsters of Rock (Castle Donington, 16 sierpnia 1980)

## Twórcy
- Biff Byford – śpiew
- Graham Oliver – gitara
- Paul Quinn – gitara
- Steve Dawson – gitara basowa
- Pete Gill – perkusja